# سون هيون-جون
سون هيون-جون (هانغل: 손현준) هو لاعب كرة قدم كوري جنوبي في مركز الدفاع، ولد في 2 أبريل 1972 في بوسان في كوريا الجنوبية. لعب مع نادي بوسان أي بارك ونادي سول.

## وصلات خارجية
- سون هيون-جون على موقع دوري كوريا الجنوبية (الإنجليزية)